# Поїздка до Америки
Поїздка до Америки (англ. Coming to America) — американська романтична кінокомедія 1988 року режисера Джона Лендіса. Головні ролі у фільмі виконали Едді Мерфі, який також є автором історії, що стала основою для сценарію, та Арсеніо Хол. Фільм оповідає історію принца вигаданої африканської країни Замунда, який вирушає до США у пошуках нареченої.

## Сюжет
Акім Джофер (Едді Мерфі), спадкоємець трону Замунди живе вільним і необтяжливим життям, всі щоденні завданні виконують за нього слуги. Проте, Акімові набридає таке життя і він бажає більшого. Останньою краплею стає запланований його батьками, королем Джаффе і королевою Іоліон, шлюб за домовленістю з Імані Іззі, яку він жодного разу не зустрічав і яку виховували спеціально для цього шлюбу. Акім вигадує план — вирушити до США, щоб знайти розумну, незалежну жінку, яку він зможе і кохати, і поважати; яка кохатиме його не за багатство і соціальний статус. Акім і його найкращий друг та особистий слуга Семмі (Арсеніо Хол) підкидають монетку, аби обрати між Лос-Анджелесом та Нью-Йорком і врешті ідуть до Нью-Йорку. У Нью-Йорку вони вирішують зупинитися у районі з королівською назвою — Квінсі, орендують бідне помешкання на Лонг-Айленді і видають себе за іноземних студентів. Вони починають працювати у місцевому ресторанчику швидкої їжі МакДавелс, хазяїном якого є вдівець Клео МакДавел та дві його дочки — Ліза і Патріс.
Невдовзі Акім закохується у Лізу, яка наділена всіма рисами, що принц шукає у жінці, і намагається завоювати її серце. Це завдання ускладнюється лінивим та неприємним хлопцем Лізи — Дерілом Дженксом (Ерік Ла Саль). Врешті, Ліза пориває з Дерілом та починає зустрічатися з Акімом. У той час як Акімові приходиться до душі тяжка робота та життя звичайних людей, Семмі не влаштовує спосіб життя бідняка. Коли Акім раптом віддає всі їхні гроші для подорожі двом безпритульним (Рендольфові та Мортімерові Дьюкам з попереднього фільму Едді Мерфі «Помінятися місцями»), Семмі надсилає королю Замунди телеграму з проханням про фінансову допомогу. Отримавши це повідомлення батьки Акіма вирушають до Квінса і розкривають правду про принца МакДавелам.
Містер МакДавел, який спершу був проти стосунків Лізи і Акіма, адже вважав його бідняком, неймовірно радіє тому, що на його дочку звернув увагу неймовірно заможний принц. Проте Ліза ображається на Акіма за те, що він їй збрехав (адже він розповідав їй, що у Замунді займається випасом кіз). Вона відмовляється вийти за нього заміж навіть коли Акім пропонує відмовитись заради неї від трону. Отож, принцові доводиться повертатись додому і одружитись із жінкою, що вибрали для нього батьки. На шляху до аеропорту король Джаффе зауважує, що Акім все одно не зміг би одружитись з Лізою, адже «така традиція» і «хто він такий, щоб її змінювати». На що королева Іоліон коротко відповідає: «Я думала, ти — король».
У фіналі фільму Акім, все ще з розбитим серцем, стоїть біля вівтаря і чекає на наречену. Коли він піднімає вуаль, щоб її поцілувати, Акім бачить не Імані, а Лізу. Акім і Ліза одружуються і їх кортеж вирушає вулицями Замунди, люди щиро радіють появі молодят. Побачивши це, Ліза здивована і зворушена тим, що Акім був ладен відмовитись від цього лише заради неї. Акім запевняє, що і зараз готовий відмовитись від трону, якщо їй не подобається таке життя, проте Ліза грайливо відмовляється обирає королівське життя.

## У ролях
- Едді Мерфі
- Арсеніо Гол
- Джеймс Ерл Джонс
- Джон Еймос
- Медж Сінклер
- Шарі Хедлі
- Пол Бейтс
- Ерік Ла Салль
- Френкі Фейсон
- Ральф Белламі
- Ванесса Белл Келлоуей
- Куба Гудінг
- Семюел Лірой Джексон
- Луї Андерсон